# Al Robinson
Albert „Al“ Robinson (* 18. Juni 1947 in Paris, Texas; † 24. Januar 1974 in Oakland, Kalifornien) war ein US-amerikanischer Federgewichtsboxer, welcher an den Olympischen Sommerspielen 1968 in Mexiko-Stadt teilnahm.

## Amateur Karriere
Al Robinson gewann bei den Panamerikanischen Spielen 1967 in Winnipeg die Silbermedaille. Bei den Olympischen Sommerspielen 1968 in Mexiko-Stadt gewann er ebenfalls die Silbermedaille. Im Finale boxte er gegen Antonio Roldán aus Mexiko. Robinson dominierte den Kampf, wurde aber durch umstrittene Entscheidungen des Ringrichters wegen Kopfstößen verwarnt und dann disqualifiziert. Seine Kämpfe bei den Spielen im Überblick:
- 1. Runde: Sieg über Johnny Cheshire (Großbritannien) durch RSC in der zweiten Runde
- 2. Runde: Sieg über Teogenes Pelegrino (Philippinen) durch KO in der zweiten Runde
- Viertelfinale: Sieg über Abdel Hady Khallaf Allah (Ägypten) nach Punkten 5:0
- Halbfinale: Sieg über Ivan Mihailov (Bulgarien) nach Punkten 4:1
- Finale: Niederlage gegen Antonio Roldan (Mexiko) durch Disqualifikation

## Karriere als Profi
Robinson wurde 1969 Profi. Er gewann sechs Kämpfe, bevor er gegen Fermin Soto (Mexiko) eine K.-o.-Niederlage hinnehmen musste. Er erholte sich und gewann die nächsten sechs Kämpfe. Am 30. April 1971 brach er nach dem Training im New Oakland Boxing Club zusammen. Er fiel in ein Koma und verstarb am 24. Januar 1974.